# Sanguinet
Sanguinet település Franciaországban, Landes megyében. Lakosainak száma 4662 fő (2022. január 1.). Sanguinet Gujan-Mestras, Lugos, Salles, Le Teich, La Teste-de-Buch, Biscarrosse, Mios, Ychoux és Parentis-en-Born községekkel határos.

## Népesség
A település népessége az elmúlt években az alábbi módon változott:
| Lakosok száma | 1334 | 1368 | 1695 | 2895 | 3605 | 3834 | 4185 | 4431 | 4487 | 4662 |
|               | 1968 | 1982 | 1990 | 2006 | 2013 | 2015 | 2017 | 2019 | 2020 | 2022 |